# Manapparai
Manapparai är en ort i Indien.   Den ligger i distriktet Tiruchchirāppalli och delstaten Tamil Nadu, i den södra delen av landet, 2 000 km söder om huvudstaden New Delhi. Manapparai ligger 167 meter över havet och antalet invånare är 36 926.
Terrängen runt Manapparai är platt. Runt Manapparai är det tätbefolkat, med 308 invånare per kvadratkilometer. Det finns inga andra samhällen i närheten. Omgivningarna runt Manapparai är en mosaik av jordbruksmark och naturlig växtlighet.